# Popowia orophila
Popowia orophila Boutique – gatunek rośliny z rodziny flaszowcowatych (Annonaceae Juss.). Występuje naturalnie w Demokratycznej Republice Konga oraz Tanzanii. 

## Morfologia
PokrójZimozielony krzew o pnących pdach lub zdrewniałe liany. Dorasta do 10 m wysokości. Młode pędy są owłosione.
LiścieMają eliptycznie lancetowaty lub podłużny kształt. Mierzą 3,5–11 cm długości oraz 1,5–4 cm szerokości. Są owłosione od spodu. Nasada liścia jest od zaokrąglonej do prawie sercowatej. Blaszka liściowa jest o wierzchołku od ostrego do spiczastego. Ogonek liściowy jest mniej lub bardziej owłosiony i dorasta do 4–7 mm długości.
KwiatySą pojedyncze, rozwijają się w kątach pędów. Działki kielicha mają trójkątny kształt, są zrośnięte, owłosione od zewnętrznej strony i dorastają do 1–2 mm długości. Płatki mają trójkątny lub eliptyczny kształt i zielonkawą barwę, są owłosione, osiągają do 4–8 mm długości. Kwiaty mają 27–33 pręcików i 7–10 owłosionych owocolistków o podłużnie jajowatym kształcie i długości 1–2 mm.
OwocePojedyncze mają podłużnie elipsoidalny kształt, zebrane po 5 w owoc zbiorowy. Są osadzone na szypułkach. Osiągają 5–9 mm długości i 4–5 mm szerokości. Mają czerwoną barwę.

## Biologia i ekologia
Rośnie w wiecznie zielonych. Występuje na wysokości około 2100 m n.p.m.